# Trąbka Clifforda Browna
Trąbka Clifforda Browna – amerykański film obyczajowy z 1993 roku.

## Główne role
- Jeff Goldblum - Al Gorky
- Forest Whitaker - Buddy Chester
- Kathy Baker - Janis Oliver
- Ernie Andrews
- Buddy Arnold - Benny
- Valerie Bickford - Piosenkarka
- Don Cheadle - Jack
- Lois Chiles - Lucy
- Alex Désert - Lester
- Tom La Grua - Howard
- Katherine A. Meyer - Eleonor
- Perry Moore - Michael Kelly
- Tracey Needham - Sarah
- Zack Norman - Beanstrom
- Carlton Lee Russell - PeeWee
- Jack Sheldon - Norman

## Fabuła
Trębacz Buddy Chester i saksofonista Al Gorky to starzy przyjaciele mieszkający na Manhattanie. Słyną ze wspaniałych sesji jazzowych, grają też na weselach i w reklamach. Od pewnego czasu Buddy skarży się na bóle głowy. Lekarz informuje go, że ma nowotwór mózgu i zostało mu kilka miesięcy życia. Buddy nie załamuje się i nie daje po sobie znać, że niewiele czasu mu zostało. Postanawia zorganizować koncert z najlepszymi jazzmanami z Nowego Jorku, podczas której będzie grał na trąbce, która należała do Clifforda Browna. Ale nikt nie może dowiedzieć się o jego chorobie.

## Nagrody i nominacje
Nagroda Emmy 1994
- Najlepsza muzyka w miniserialu lub filmie telewizyjnym (dramatyczna) - Lennie Nielhaus